# Cāchār
Cāchār är ett distrikt i Indien.   Det ligger i delstaten Assam, i den östra delen av landet, 1 600 km öster om huvudstaden New Delhi. Antalet invånare är 1 736 617. Arean är 3 786 kvadratkilometer. Cāchār gränsar till Dima Hasao District och Hailakandi.
Terrängen i Cāchār är varierad.
Följande samhällen finns i Cāchār:
- Silchar
- Lakhipur